# Рингишпил (ТВ серија)
Рингишпил је  српска драмска телевизијска серија из 2024. године чији су творци Предраг Гага Антонијевић и Јелена Бачић Алимпић. Серија је настала по истоименом роману Јелене Бачић Алимпић. 
Прве две епизоде су представљене у оквиру фестивала Дунав филм фест 23. августа 2024. године.
Од 12. октобра 2024. године премијерно је била емитована на каналу Суперстар ТВ.

## Радња
Серија Рингишпил прати успон и каријеру младе балерине Ане Балинт половином 30-их година 20. века. Ана је рођена на скромном војвођанском салашу и упркос свим препрекама постаје балерина светског ранга, достижући позорницу Бољшој театра и европску славу.
Њено детињство обележило је несрећни брак мајке из добростојеће породице која се удала упркос противљењу родитеља за сиромаха, као и пријатељство са другом са салаша Ђорђем који ће је волети до смрти. Њен пут ка слави обележиће подршка мајке која се због Аниног талента сели у Београд и забрањена љубав са новинарем Сергејом Павловичем.
Рингишпил није само прича о вечној љубави, већ и о изборима, бриљантној каријери кроз коју упознајемо културу и историју балета, као и несталом свету Војводине 30-их година 20. века...

## Улоге
| Глумац                        | Улога                    |
| ----------------------------- | ------------------------ |
| Невена Неранџић               | Ана Балинт               |
| Славица Вучетић               | Ленка                    |
| Вјера Мујовић                 | Нина                     |
| Милош Влалукин                | Сергеј                   |
| Иван Заблаћански              | Јуриј                    |
| Игор Ђорђевић                 | Стеван                   |
| Марко Васиљевић               | Ђорђе                    |
| Сања Моравчић                 | Клара                    |
| Игор Дамњановић               | Милоје                   |
| Ана Бретшнајдер               | Маша                     |
| Драган Весић                  | Иван                     |
| Мина Ненадовић                | млада Клара              |
| Дарија Вучко                  | Светлана                 |
| Софија Илијин                 | мала Ана                 |
| Соња Јауковић                 | Соња                     |
| Весна Кљајић Ристовић         | Дара                     |
| Радмила Шкулетић              | млада Нина               |
| Јелена Лончар                 | Ирена                    |
| Слободан Бештић               | Михаил Барашиков         |
| Вук Николић                   | Миша (7)                 |
| Јелена Благојевић             | Марија                   |
| Невена Игњатовић              | млада Ленка              |
| Реља Јанковић                 | Николај                  |
| Aндреа Форца                  | Кларина мајка            |
| Јована Стевић                 | др Олга                  |
| Марина Ћосић                  | Ружа                     |
| Теодора Гачић                 | Баришиков асистент       |
| Наташа Дракулић               | Мара                     |
| Мирко Марковић                | обућар                   |
| Јанко Вешковић                | дете Ђорђе (3)           |
| Марко Јакшић                  | мали Ђорђе (13)          |
| Ивана В. Јовановић            | Маргита                  |
| Игор Боројевић                | Стипан                   |
| Дамјан Кецојевић              | Милан                    |
| Дејан Карлечик                | агент                    |
| Милан Пеливановић             | млади Милоје             |
| Југослав Крајнов              | Кларин отац              |
| Наташа Балог                  | доктор Будимпешта        |
| Зоран Страка                  | доктор 2                 |
| Драга Ћирић                   | Видосава                 |
| Софија Васковић               | девојчица (Олгина ћерка) |
| Петра Савић                   | Исидора                  |
| Милош Анђелковић              | новинар                  |
| Захар Зекавица                | дечак                    |
| Лука Антонијевић              | млади Стеван             |
| Мирослав Јовић                | човек са концерта        |
| Љиљана Словић                 | медицинска сестра 2      |
| Ана Марија Стаменковић        | медицинска сестра Москва |
| Александар Петровић Колебанац | конобар                  |
| Исидора Зечевић               | Евгенија                 |
| Маја Колунџија Зорое          | крчмарица                |

## Епизоде
| Бр. у серији | Бр. у сезони | Назив         | Редитељ      | Сценариста      | Премијерно емитовање |
| --- | ------------ | ------------- | ------------ | --------------- | -------------------- |
| 1 | 1            | „Епизода 1.1” | Милош Кодемо | Наташа Дракулић | 12. октобар 2024.    |
| Ана има срећно детињство на салашу, бабин рингишпил, свог друга Ђорђа и оно што највише воли - балет и игру којој је кришом учи мајка Ленка. Као што је једном у животу морала да остави цео свој дотадашњи живот, Ленка ће зарад Анине будућности морати опет да учини исто. Европа је већ увелико у 2 светском рату који само што није стигао у наше пределе.       |              |               |              |                 |                      |
| 2 | 2            | „Епизода 1.2” | Милош Кодемо | Наташа Дракулић | 13. октобар 2024.    |
| Завршетком рата, Ана наставља са учењем балета али менторки Клари је јасно да је Ана рођена за позорницу Бољшој театра. Ана сазнаје за Кларину прошлост и каријеру која је сурово прекинута. Ана је спремна за одлазак, по њу долази Кларина пријатељица Нина, главни кореограф Бољшој театра. Ленка тихо пати али подржава Ану; Ленки прошлост такође куца на врата. |              |               |              |                 |                      |
| 3 | 3            | „Епизода 1.3” | Милош Кодемо | Наташа Дракулић | 19. октобар 2024.    |
| Ани није лако у првим московским данима; усамљеност и раздвојеност од својих најдражих жена мајке Соње и Кларе а с друге и отворена непријатељства у ансамблу, посебно од главне примабалерине Светлане Виноградове. Њен пут ка успеху ништа не може зауставити док се не појави Сергеј Павлович - боем, вагабундо и несрећник сопственог брака.                      |              |               |              |                 |                      |
| 4 | 4            | „Епизода 1.4” | Милош Кодемо | Наташа Дракулић | 20. октобар 2024.    |
| Ана не слути шта јој Светлана спрема јер је растрзана у забрањеној љубави. Боли је то што је љубавница и што лаже оне које највише воли Јуриј одлучује да Светланину улогу преузме Ана и позориште се интензивно припрема за велику европску турнеју. Ану боли што ће бити раздвојена од Сергеја, не слутећи да њени проблеми тек почињу...                           |              |               |              |                 |                      |
| 5 | 5            | „Епизода 1.5” | Милош Кодемо | Наташа Дракулић | 26. октобар 2024.    |
| Сусрет са оцем у Будимпешти и свесност да не сме још једном да га изгуби а и страх од повратка и суочавања са Сергејем, Ану наводи да на неко време дође кући. Стеван и Ленка успевају да опросте једно другом. Ана обећава оцу долазак на салаш али пре тога мора да се суочи са још једним болом којих, нажалост у њеном животу никада неће недостајати...          |              |               |              |                 |                      |
| 6 | 6            | „Епизода 1.6” | Милош Кодемо | Наташа Дракулић | 27. октобар 2024.    |
| После покушаја самоубиства, Ирена даје слободу Сергеју и одводи Мишу у свој родни град. Ана и Сергеј започињу заједнички живот али како се срећа никад не гради на туђој несрећи - нису срећни. Све се то одражава и на Анину каријеру и решење је само једно - одлази на своје мирно место салаш, али тамо мир не налази, јер јој Сергеј бескрајно недостаје...      |              |               |              |                 |                      |
| 7 | 7            | „Епизода 1.7” | Милош Кодемо | Наташа Дракулић | 2. новембар 2024.    |
| Нико не зна где је Сергеј нестао али Ана се труди да настави даље захваљујући подршци оних које воли. Вежба и ради више него икада, добила је велику улогу. Нина и Јуриј су свесни шта је извор њене туге али тек кад јој здравље буде угрожено, смањиће интезитет проба. Ана је свесна да ће убудуће морати боље да глуми да је око ње све у реду...                 |              |               |              |                 |                      |
| 8 | 8            | „Епизода 1.8” | Милош Кодемо | Наташа Дракулић | 3. новембар 2024.    |
| Ана пристаје да се уда за Сергеја, он је њена судбина иако никада неће моћи да му призна шта је урадила. Обоје су рањени. Иде време мира и понеких лепих момената почев од њиховог венчања у Србији. Живот увек може нешто још горе да донесе и само достојанство и сећање на све оне који су је током живота несебично волели - Ани неће дати да потоне...           |              |               |              |                 |                      |